# クリスティアーン・ホイヘンス
クリスティアーン・ホイヘンス（Christiaan Huygens 、1629年4月14日 - 1695年7月8日）( listen) は、オランダの数学者・物理学者・天文学者。かつてオランダの25ギルダー紙幣にその肖像が描かれていた。

## 生涯・業績
- 1629年[3]4月14日 - ハーグに生まれた。家は祖父も父も大臣を務めた名門であり、クリスティアーンの実父であるコンスタンティン・ホイヘンス（英語版）は、オランダの詩人で作曲家でもあり、当時オランダにいたガリレオ・ガリレイとも交友があった。
- 1655年 - 数学と法律を学んでライデン大学を卒業した。後に物理学を研究し、早くから曲線の求積などで数学の才能を発揮した。
- 1655年[3]3月2日 - 自作した口径57mm、焦点距離3.37m、50倍の望遠鏡[5]で土星の衛星タイタンを発見[3]、さらにこの年のうち焦点距離7mの望遠鏡を製作し土星に付属する奇妙なものが環であると認識した[3][注釈 1]。
- 1656年 - 3月 - 「土星衛星の観察」と題する冊子を発表し、土星の環についての認識をアナグラムの形で公表した[6][7]。またオリオン大星雲を独立発見してスケッチを残し、これが最初のオリオン大星雲のスケッチとなった。
- 1656年12月25日 - 振り子時計を初めて実際に製作[注釈 2]した。
- 1658年 - 『時計』（Horologium ）発刊。
- 1659年 - 等時曲線問題を解決[要出典]。
- 1659年 - 『土星系』(Systema Saturnium[8])発刊。土星の環のスケッチと衛星タイタンの運動の観察記録と共に、土星の環が黄道面に対して傾いたリングであることを発表した。
- 1663年 - 王立協会外国人会員選出。
- 1666年 - フランス財務相ジャン＝バティスト・コルベールの招きでパリに移住し、外国人として初めて[3]アカデミー・ロワイヤル・デ・シアンスの会員となり[3]、1681年までパリで活躍した[3]。
- 1673年 - 『振り子時計』（Horologium Oscillatorium ）を発刊。
- 1675年 -ヒゲゼンマイのついたテンプ時計を製作、これが一般に「世界初の実用的な機械式時計」と言われている。
- 1675年 - 『（収差を）補正された望遠鏡』（Astroscopia Compendiaria ）を発刊、この中で空気望遠鏡を解説。
- 1675年 - 世界で初めて火薬を使った往復型のエンジンを発明。
- 1685年 - ナントの勅令廃止に伴いハーグに戻った。
- 1690年 - 『光についての論考』を発刊、この中で光の波動説を提唱した。

その他ハイゲンス式接眼鏡を発明。ホイヘンスの原理提唱。光の媒介としてのエーテルの提唱等の業績がある。